# Benjamin Peirce
Benjamin Peirce (4 de abril de 1809, Salem, Massachusetts-6 de octubre de 1880, Cambridge, Massachusetts) fue un matemático estadounidense que enseñó en la Universidad de Harvard durante aproximadamente 50 años. Hizo contribuciones a la mecánica celeste, estadística, teoría de números, álgebra, y a la filosofía de la matemática.

## Biografía
Fue hijo de Benjamin Peirce (1778–1881), más tarde bibliotecario de Harvard, y de Lydia Ropes Nichols Peirce (1781–1868).
Después de graduarse de Harvard, permaneció como tutor desde 1829, y después fue designado como profesor de matemáticas en 1831. Añadió la astronomía a sus cometidos en 1842, y se mantuvo como profesor de Harvard hasta su muerte. Además, fue un instrumento en el desarrollo del currículo de ciencias de Harvard, sirvió como bibliotecario del colegio, y fue director del U.S. Coast Survey de 1867 a 1874.
Se casó con Sarah Hunt Mills, hija del senador de los Estados Unidos Elijah Hunt Mills. Peirce y su esposa tuvieron cuatro hijos y una hija:
- James Mills Peirce (1834–1906), quien también enseñó matemáticas en Harvard y tuvo éxito en la cátedra de su padre,
- Charles Sanders Peirce (1839–1914), famoso lógico y erudito,
- Benjamin Mills Peirce (1844–1870), quien trabajó como ingeniero de minería antes de una muerte temprana,
- Helen Huntington Peirce Ellis (1845–1923), quien se casó con William Rogers Ellis, y
- Herbert Henry Davis Peirce (1849–1916), quien siguió una carrera en el Servicio Exterior.

Era devotamente religioso, aunque raramente publicó sus pensamientos teológicos.

## Investigación
Benjamin Peirce es ocasionalmente considerado como el primer científico estadounidense cuya investigación fue reconocida como de clase mundial.

### Matemáticas
En la teoría de números, probó que no existe ningún número perfecto impar con menos de cuatro factores primos.
En álgebra, fue notable por el estudio del álgebra asociativa. Fue el primero en introducir los términos idempotente y nilpotente en 1870 para describir los elementos de estos tipos de álgebra, y también introdujo la descomposición de Peirce.
También fue uno de los primeros matemáticos de relieve en manifestar su reconocimiento ante la maravillosa conexión de los cinco más famosos números de toda la matemática contenida en la identidad de Euler:

#### Definición de matemáticas
En la filosofía de las matemáticas, se volvió conocido por la sentencia «La matemática es la ciencia que señala las conclusiones necesarias». La definición de Peirce de las matemáticas fue acreditada por Charles Sanders Peirce como una ayuda para iniciar la filosofía consecuencialista del pragmatismo.
Al igual que George Boole, Peirce creyó que las matemáticas podrían ser usadas para estudiar la lógica. Estas ideas fueron desarrolladas por Charles Sanders Peirce, quien notó que la lógica también incluye el estudio del razonamiento defectuoso.
En contraste, el posterior programa logicista de Gottlob Frege y Bertrand Russell intentó basar las matemáticas en la lógica.

### Estadística
Peirce propuso lo que sería conocido como el criterio de Peirce para el tratamiento estadístico de valores atípicos, esto es, de las observaciones aparentemente extremas. Sus ideas fueron desarrolladas por Charles Sanders Peirce.
Fue un testigo experto en el juicio de falsificación del testamento de Howland en 1868, donde fue asistido por su hijo Charles Sanders Peirce. Su análisis de la firma cuestionada demostró que se parecía tanto a otro espécimen de escritura en particular que la probabilidad de tal correspondencia fuera casual era extremadamente baja estadísticamente.

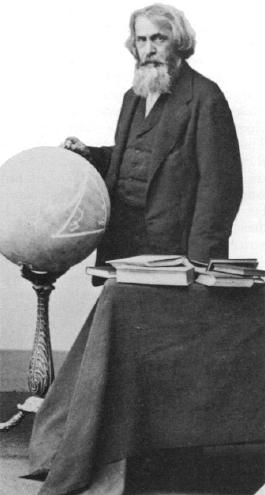

## Pensamiento filosófico
Acreditaba a Dios como moldeador de la naturaleza en formas que dan cuenta de la eficacia de las matemáticas puras en la descripción de fenómenos empíricos. Peirce consideró a las «matemáticas como un estudio del trabajo de Dios hecho por las criaturas de Dios», de acuerdo a una enciclopedia.

## Publicaciones
- An Elementary Treatise on Plane and Solid Geometry, Boston: James Munroe and Company. Google Eprints de ediciones sucesivas 1837–1873.
- An Elementary Treatise on Plane and Spherical Trigonometry, Boston: James Munroe and Company. Google Eprints de ediciones sucesivas 1840–1862.
- Physical and Celestial Mechanics, Boston: Little, Brown and Company. Google Eprint de la edición de 1855.
- Linear Associative Algebra, litografía por Peirce 1872. Nueva edición con correcciones, notas, y un artículo añadido en 1875 por Peirce, más notas de su hijo Charles Sanders Peirce, publicada en el American Journal of Mathematics v. 4, 1881, Johns Hopkins University, pp. 221–226, Google Eprint y como un extracto, D. Van Nostrand, 1882, Google Eprint.

## Reconocimientos
- El cráter lunar «Peirce» es llamado así en su honor.[11]
- El asteroide (29463) Benjaminpeirce también conmemora su nombre.[12]